# NGC 5854
NGC 5854 is een balkspiraalstelsel in het sterrenbeeld Maagd. Het hemelobject werd op 24 februari 1786 ontdekt door de Duits-Britse astronoom William Herschel.

## Synoniemen
- UGC 9726
- MCG 1-39-1
- ZWG 49.9
- PGC 54013